# 東京都立昭和高等学校

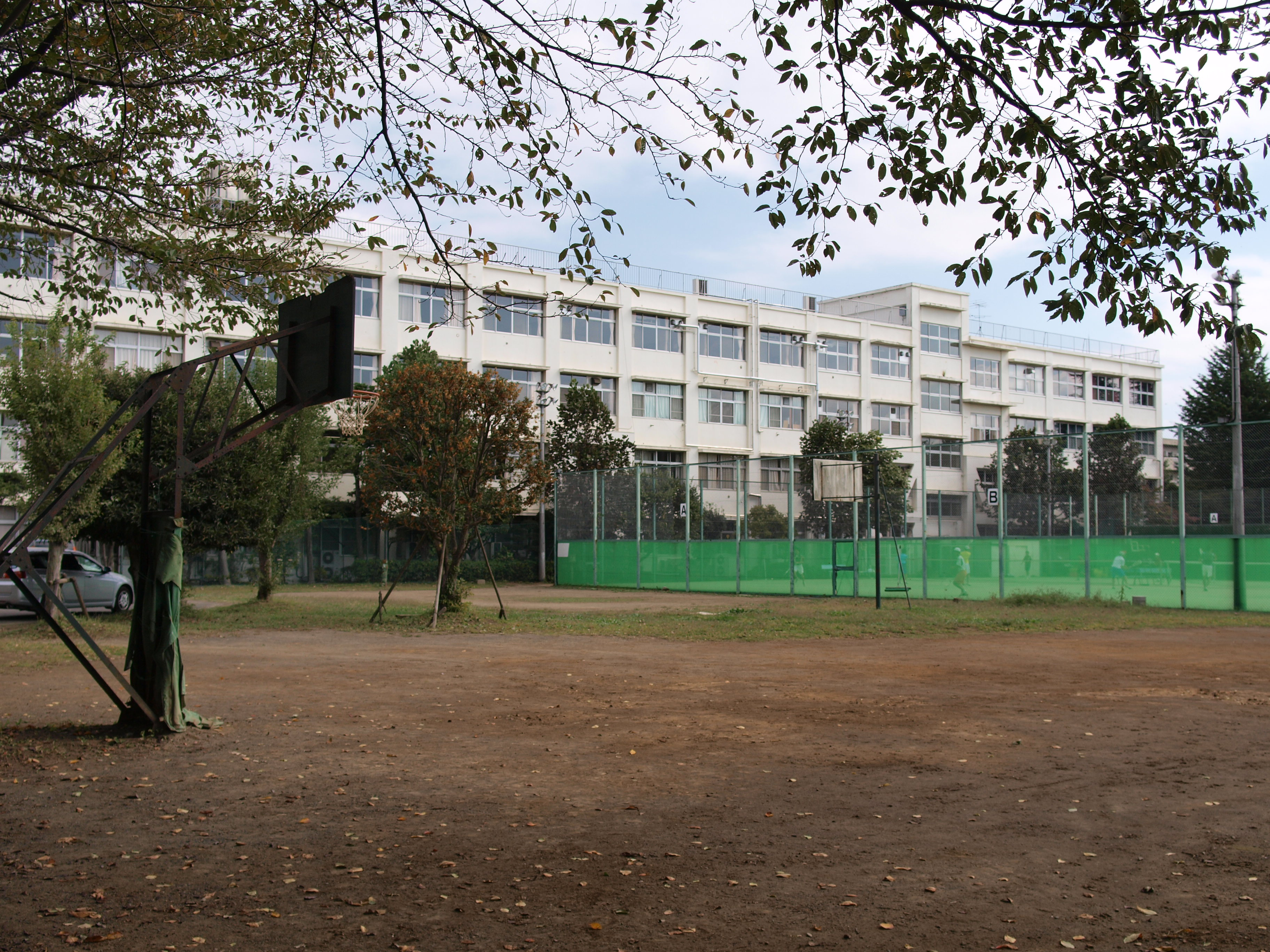
旧校舎

東京都立昭和高等学校（とうきょうとりつ しょうわこうとうがっこう）は、東京都昭島市東町二丁目にある都立高等学校。

## 概要
- 都立学校の学区完全撤廃後の2008年度から東京都教育委員会の重点支援校の指定を受け、大学進学に主眼を置いた教育を行っている。 2014年度からは多摩地域唯一のアドバンス校[1]として多摩地域の中堅上位校の充実を目標としていた。。2023年度には進学指導推進校となり、難関大学への進学を目標としている。近年では英語教育推進校として英語教育にも力を入れており、生徒はJET（外国人講師）による授業を受ける。スローガン（標語）として「二兎を追い二兎を得る」が掲げてられており、勉強と部活動の両立が推奨されている[1]。自由服（私服）での通学が認められている。伝統行事に「白馬移動教室」がある。

## 沿革
- 1949年（昭和24年） - 定時制課程・普通科の北多摩郡昭和町立昭和高等学校創立
- 1951年（昭和26年） - 全日制課程・普通科を設置
- 1953年（昭和28年） - 東京都へ移管するに伴い、東京都立昭和高等学校と改称、商業科設置
- 1957年（昭和32年） - 商業科廃止
- 1967年（昭和42年） - 学校群制度導入。北多摩高校と73群を組む。
- 1988年（平成10年） -創立50周年式典を挙行
- 2005年（平成17年） - 定時制課程募集停止
- 2008年（平成20年）3月 - 定時制閉課程
- 2014年（平成26年）4月-　新校舎竣工
- 2018年（平成30年）11月- 創立七十周年行事挙行
- 2022年(令和4年)東京都教育委員会より進学指導推進校に指定される

## 部活動
運動系20、文化系11の部活動を有し、特に陸上競技部は1999年度から2009年度の11年間連続で関東大会に出場し、全国大会（インターハイ）には2005年度から2007年度の3年間連続で出場するなどの功績をあげている。2018年度より硬式野球部とソフトテニス部が「スポーツ特別強化校」に指定され、実績を上げている。少林寺拳法部は最近新しくできたばかりであるが、新人大会で全国大会に出場するなど活躍を見せている。運動部だけでなく、軽音部や吹奏楽部などの文化部も自主的な活動を行なっている

## 校風
自由服（私服）での通学が認められている。
伝統行事に「白馬移動教室｣がある。

## 著名な出身者
- 井上和子 - 女優
- 青木基正 - プロゴルファー
- 小嶋由紀代 - バレーボール選手
- 石川泰弘 - 温泉入浴指導員、睡眠改善インストラクター、日本薬科大学特任教授
- 森永博志 - 編集者 ※中退
- 青木基正[5] - プロゴルファー
- 西村慎太郎 - 歴史学者
- 池谷広大 - ナレーター
- Keyco - シンガーソングライター

## アクセス
出典 : 
| 路線名   | 最寄り駅 | 徒歩所要時間 |
| -------- | -------- | ------------ |
| JR青梅線 | 東中神駅 | 8分          |
| JR青梅線 | 西立川駅 | 5分          |